# Nova Esperança do Sudoeste
Nova Esperança do Sudoeste är en kommun i Brasilien.   Den ligger i delstaten Paraná, i den södra delen av landet, 1 300 km sydväst om huvudstaden Brasília. Antalet invånare är 5 110.
I omgivningarna runt Nova Esperança do Sudoeste växer huvudsakligen savannskog. Runt Nova Esperança do Sudoeste är det ganska glesbefolkat, med 25 invånare per kvadratkilometer.